# 戸田氏常
戸田 氏常（とだ　うじつね、元禄9年（1696年） - 寛延4年1月29日（1751年2月24日））は、江戸時代後期の旗本寄合席。美濃国大垣藩主家分家の旗本牛洞戸田氏3代目当主。諱は氏常。通称は権之助、民部。父は戸田氏胤。母は保科正景の娘。正室は阿部正房の娘。実子は戸田氏香、保科正盈（保科正倫養子）、戸田氏休、娘（大久保忠恒継室）。石高は美濃国大野郡新田3500石。

## 生涯
兄三四郎が早世していたこともあり、元禄14年（1701年）に父・氏胤の跡を継ぎ、宝永2年2月1日（1705年2月24日）に徳川綱吉へ初めて御目見えする。
享保4年7月22日（1719年）に家臣が誤って、鷹狩中の徳川吉宗一行の進路妨害をしたことにより、同年9月20日（1719年）まで出仕停止となる。
元文6年（1741年）刊行の須原屋茂兵衛蔵版武鑑において御寄合衆に「駒込　戸田民部」と見える。
寛延4年正月29日死去。享年56。法名は實道。墓所は代々の葬地である駒込蓮光寺。